# Dimitrowgrad (Russland)
Dimitrowgrad (russisch Димитровгра́д) ist eine Großstadt mit 122.580 Einwohnern (Stand 14. Oktober 2010) in der Oblast Uljanowsk in Russland.
Es liegt nördlich der Mündung des Flusses Großer Tscheremschan (Bolschoi Tscheremschan) in den größten Seitenarm des Kuibyschewer Stausees der Wolga, rund 80 km östlich der Gebietshauptstadt Uljanowsk und 119 km nördlich der Metropole Samara. Die nächstgelegene Stadt ist Sengilei am rechten Ufer des Kuibyschewer Stausees, etwa 60 Luftlinienkilometer südwestlich von Dimitrowgrad.

## Geschichte
Als Gründungsjahr von Dimitrowgrad gilt 1698, als im Bereich der heutigen Stadt eine erste Siedlung der Tschuwaschen entstand. Diese Siedlung hieß Melekess (russisch Мелеке́сс) nach dem gleichnamigen Fluss, dessen Name wiederum seinen Ursprung in den Turksprachen hat. In den 1730er-Jahren wurde nahe dem Dorf eine staatliche Spirituosenfabrik aufgebaut, um die herum sich wenig später eine Siedlung von Arbeitern und Händlern bildete. Obwohl die Fabrik 1847 geschlossen wurde, bestand die Ortschaft als ein vom Handel geprägtes Dorf fort und wurde im Jahre 1877 zu einem Possad erklärt, also einer stadtähnlichen Handwerks- und Handelssiedlung. 1919 wurde Melekess zur Stadt und zum Kreiszentrum erklärt.
Am 15. Juli 1972 verlor die Stadt ihren ursprünglichen Namen und wurde nach dem bulgarischen Kommunisten Georgi Dimitroff, anlässlich dessen 90. Geburtstages, in Dimitrowgrad umbenannt.

### Bevölkerungsentwicklung
| Jahr | Einwohner |
| ---- | --------- |
| 1939 | 32.485    |
| 1959 | 50.696    |
| 1970 | 81.350    |
| 1979 | 105.958   |
| 1989 | 123.570   |
| 2002 | 130.871   |
| 2010 | 122.580   |

Anmerkung: Volkszählungsdaten

## Wirtschaft und Verkehr
Der Hauptbetrieb der Stadt ist das sechs Kilometer südwestlich von Dimitrowgrad gelegene Forschungsinstitut für Atomreaktoren. Einer der acht Reaktoren versorgt die Stadt mit Fernwärme. Dieser Reaktor ist der einzige seiner Art. Darüber hinaus sind in Dimitrowgrad der Maschinenbau und die Textilindustrie von Bedeutung.
Über eine Landstraße besteht von Dimitrowgrad aus Anbindung an die Metropolen Uljanowsk und Samara und von dort an das russische Fernstraßennetz. Die Stadt verfügt über einen Bahnhof.

## Weiterführende Bildungseinrichtungen
- Filiale der Uljanowsker Staatlichen Technischen Universität

## Städtepartnerschaften
- Dimitrowgrad, Bulgarien
- Drohobytsch, Ukraine
- Lida, Belarus
- Alexin, Russland
- Obninsk, Russland
- Qayraqqum, Tadschikistan
- Kusnezk, Russland

## Söhne und Töchter der Stadt
- Juri Sacharewitsch (* 1963), Gewichtheber und Olympiasieger
- Sergei Kasakow (* 1976), Boxer
- Juri Batmanow (* 1977), Biathlet
- Nadeschda Tschastina (* 1982), Biathletin
- Stanislaw Donez (* 1983), Schwimmer
- Alexei Katrenko (* 1985), Sommerbiathlet
- Olesja Byk (* 1988), Rhythmische Sportgymnastin
- Alexander Predke (* 1994), Schachspieler